# Leif Larsen (Radsportler)
Leif Larsen (* 30. September 1942 in Odense) ist ein ehemaliger dänischer Radrennfahrer.

## Sportliche Laufbahn
Larsen war Teilnehmer der Olympischen Sommerspiele 1960 in Rom. Dort startete er im Bahnradsport. In der Mannschaftsverfolgung wurde das dänische Team mit John Lundgren, Leif Larsen, Jens Sørensen und Kurt vid Stein als 5. klassiert.
Sein bedeutendster Erfolg war der Gewinn der Bronzemedaille in der Mannschaftsverfolgung bei den UCI-Bahn-Weltmeisterschaften 1963. 
Im Straßenradsport gewann er 1961 mit der Fyen Rundt eines der ältesten Eintagesrennen in Dänemark.